# بني فغلوم
بني فغلوم هي قرية أمازيغية جبلية مغربية شمال المملكة. تنتمي بني فغلوم لإقليم شفشاون. تضم هذه الجماعة القروية 9.951 نسمة (إحصاء 2004).